# Смоленський Віталій Віталійович
Віталій Смоленський (нар. 5 жовтня 1984, с. Фурманка, Черкаська область, УРСР — пом. 20 лютого 2014, Київ, Україна) — громадський активіст, волонтер Євромайдану, загинув від кулі снайпера. Герой України.

## Життєпис
Народився 5 жовтня 1984 року у селі Фурманка Уманського району Черкаської області. Закінчив місцеву школу, потім вступив до Ульянівського професійно-технічного училища, де вивчився на газозварювальника.
Останні роки життя Віталій мешкав та працював у Києві. У нього залишилося двоє маленьких дітей.

## На Майдані
Тіло виявили на подвір'ї біля Михайлівського собору. Про те, що Віталій мертвий, активісти Євромайдану повідомили рідних із телефону загиблого.

## Вшанування пам'яті
Похований 22 лютого в с. Фурманка, Уманського району, Черкаської області.
У Черкасах Народна рада утворила комітет, який займається збором коштів на допомогу сім'ям черкащан, які загинули під час трагічних подій у Києві та на Черкащині.
- 12 лютого 2016 року у селі Фурманка на фасаді будівлі Фурманського навчально-виховного комплексу йому було відкрито меморіальну дошку.

### Нагороди
- Звання Герой України з удостоєнням ордена «Золота Зірка» (21 листопада 2014, посмертно) — за громадянську мужність, патріотизм, героїчне відстоювання конституційних засад демократії, прав і свобод людини, самовіддане служіння Українському народу, виявлені під час Революції гідності[1]
- Медаль «За жертовність і любов до України» (УПЦ КП, червень 2015) (посмертно)[2]
- 8 травня 2016 року відзначений Грамотою Верховного архієпископа Києво-Галицького Святослава (УГКЦ, посмертно).